# Cine Cervantes (Sevilla)
El Cine Cervantes, antes Teatro Cervantes, es el único cine histórico que aún se conserva en Sevilla (España). Se encuentra en la Calle Amor de Dios, número 33, de esta capital andaluza.

## Historia
Fue construido como edificio teatral por Juan Talavera y de la Vega, y abrió sus puertas el 13 de octubre de 1873. Su estilo decorativo es propio del Segundo Imperio. La planta es en herradura, con tres pisos volados sin sustentos.
Entre 1896 y 1906 se realizaron diversas obras en el antiguo Teatro Cervantes afectando, entre otros elementos, al escenario, al número de sillas del anfiteatro (se amplió), al número de palcos (se redujo) y al alumbrado de gas que se sustituyó por eléctrico. Una nueva renovación en 1909 lo convirtió en el teatro más elegante, cómodo y técnicamente dotado de Sevilla. En la década de 1950 se remodeló el teatro para su conversión a una sala de cine, afectando a la fachada principal y a los vestíbulos, y tomó el nombre de cine Cervantes.